# Clavetage

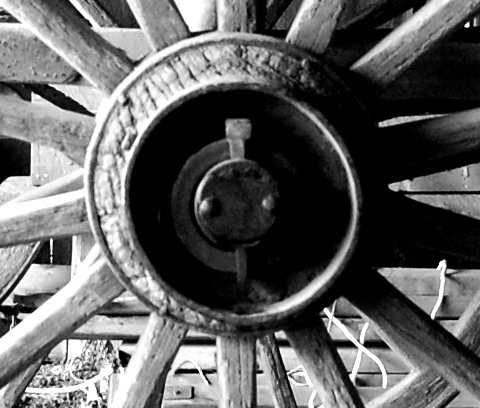
Clavetage de roue de chariot.

Le clavetage est un système d'accouplement par obstacle d'un arbre et d'un moyeu. Il consiste à intercaler une pièce appelée clavette entre deux autres, et permet la transmission d'un mouvement de rotation

## Présentation
Généralement utilisé pour assembler un arbre et un pignon ou deux arbres ensemble, il nécessite un usinage précis des pièces ; le clavetage entraîne une concentration de contrainte et donc une faiblesse de l'arbre.
La clavette est soumise à des contraintes de cisaillement. Un matage (déformation plastique sous l'effet de chocs) peut se produire si les efforts sont trop importants ou si le jeu de montage est trop important.
La sollicitation de matage est prépondérante et sert à dimensionner l'assemblage claveté en déterminant une pression de contact qui peut se calculer de façon approchée par :
{\displaystyle p={\frac {2\times C}{L\times b\times R}}\,}
où C est le couple à transmettre, R le rayon de l'arbre, b la hauteur de la clavette et L sa longueur.

## Clavetage béton
Dans le domaine de la construction, un clavetage constitue la liaison entre deux éléments en béton armé préfabriqués dont les armatures en attente se joignent en une partie commune coffrée et coulée en place, solidarisant ainsi les éléments préfabriqués.
. 